# Domien Ingels

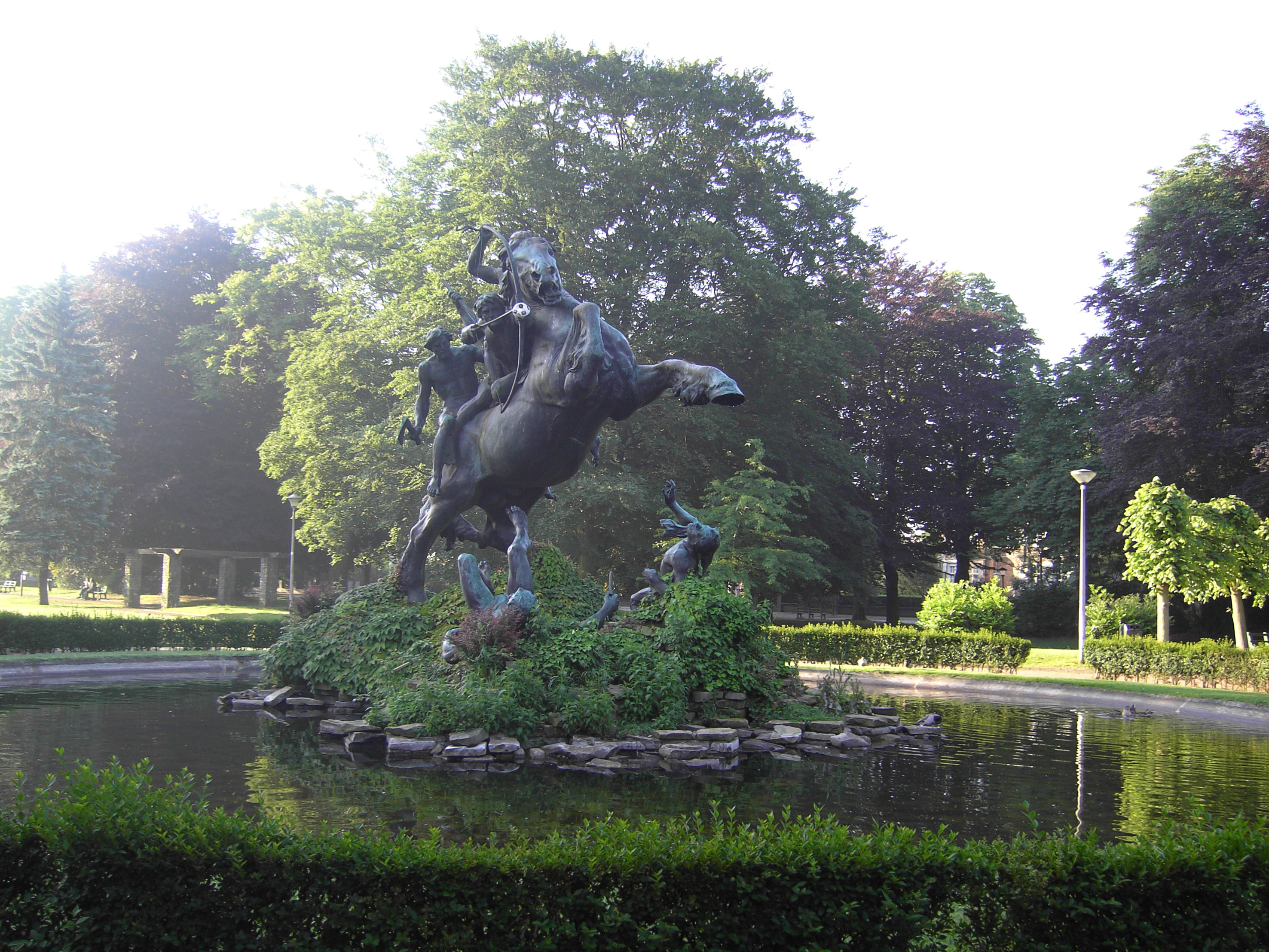
Het Ros Beiaard op het Paul de Smet de Naeyerplein, Gent

Domien Ingels (Gent, 23 juli 1881 - Bachte-Maria-Leerne, 16 november 1946) was een Belgisch beeldhouwer en schilder. Bekend zijn een aantal standbeelden van het Ros Beiaard in Gent. Ingels beeldhouwde het paard, Aloïs De Beule de mannen.
- KulturNav: f415447b-f72a-4e5b-b709-769fc422d072
- RKD-Nederlands Instituut voor Kunstgeschiedenis: 41034
- Union List of Artist Names: 500193964
- Virtual International Authority File: 144155621
- WorldCat: E39PBJxWTHH9p6VkBhpBx8XTpP